# XStream
 (juillet 2011).
Sa qualité peut être largement améliorée en utilisant un vocabulaire plus directement compréhensible.
XStream est une bibliothèque Java qui a pour but de faciliter la conversion du langage Java vers le langage XML et le contraire. L'utilisation de la réflexivité Java est mise à contribution pour découvrir la structure du graphe des objets à sérialiser dynamiquement à l'exécution.
Il n'y a pas de ce fait utilisation de fichier XSD, mais des annotations peuvent être ajoutées dans le code Java pour diriger le code XML à produire.
XStream est un logiciel libre distribué selon les termes de la licence BSD.